# Diatrema

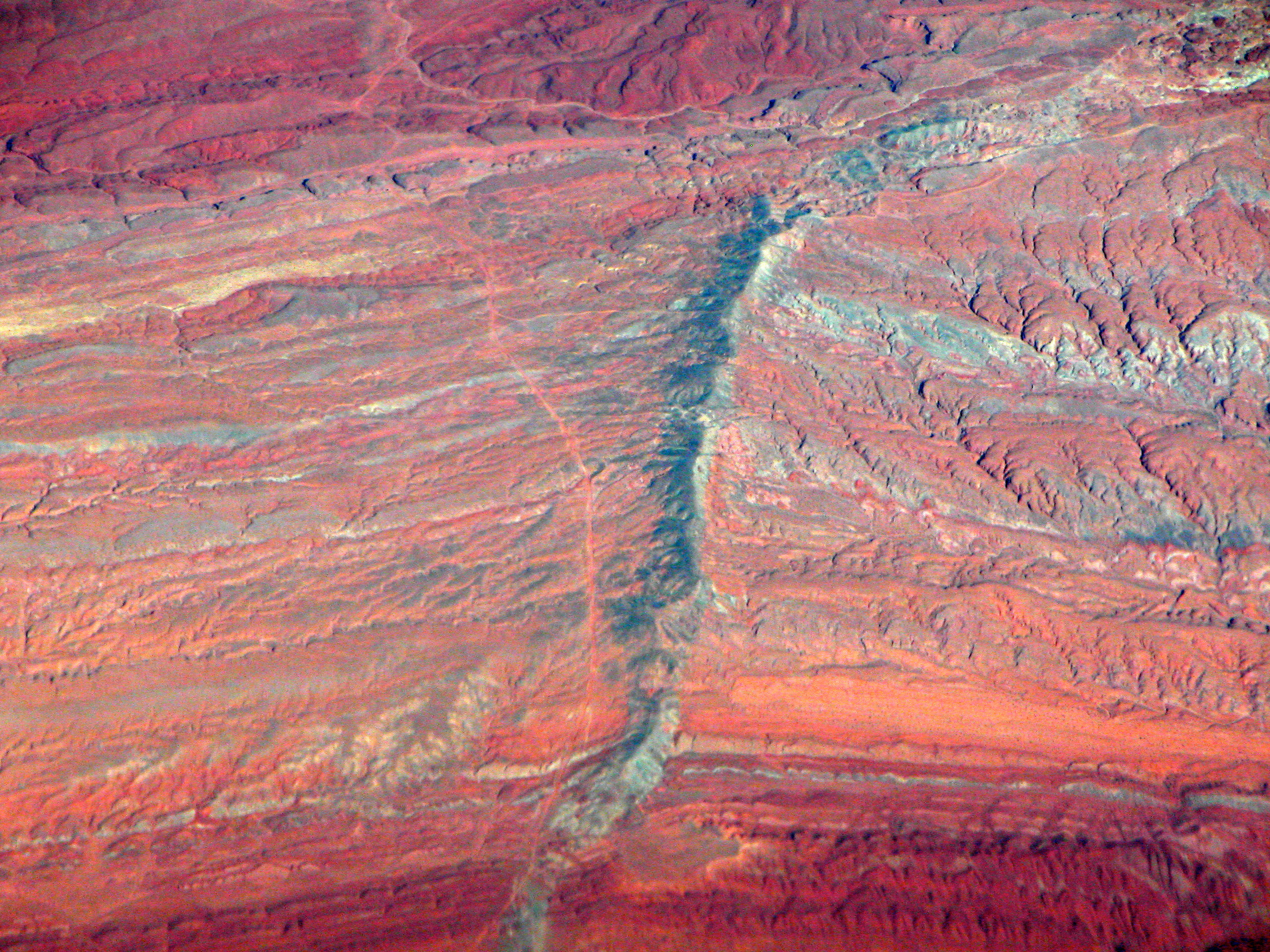
Vista aérea de la diatrema Moses Rock Dike, en Cane Valley, Utah, USA.

Un diatrema (del griego: διάτρημα [diatrêma] ‘a través de un agujero’), a veces conocido como volcán maar-diatrema, es una chimenea volcánica en forma de cono alargado formado por una explosión violenta de gas. Cuando a través de una grieta en la corteza terrestre se eleva  el magma y entra en contacto con la superficie de un cuerpo de aguas subterráneas, la rápida expansión del vapor de agua caliente y de los gases volcánicos pueden causar una serie de explosiones. Dejan un cráter relativamente poco profundo (conocido como maar) y una fractura en la corteza terrestre en general rellena (realmente el propio diatrema)  por fragmentos angulosos de roca de tamaño grueso inyectados por la fluidificación gaseosa. Los diatremas alteran la superficie de la Tierra y producen una forma de cono invertido empinado.
El término diatrema se ha aplicado de manera más general a cualquier cuerpo cóncavo de roca quebrada formado por fuerzas explosivas o hidrostáticas, este o no relacionado con el vulcanismo.

## Distribución mundial

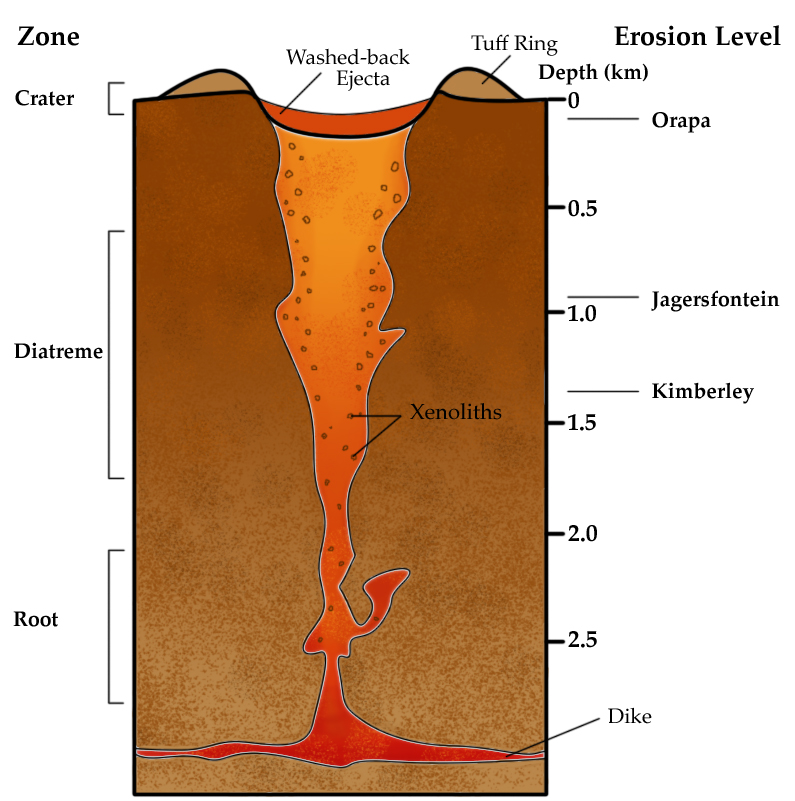
Esquema de un diatrema (rotulado en inglés).

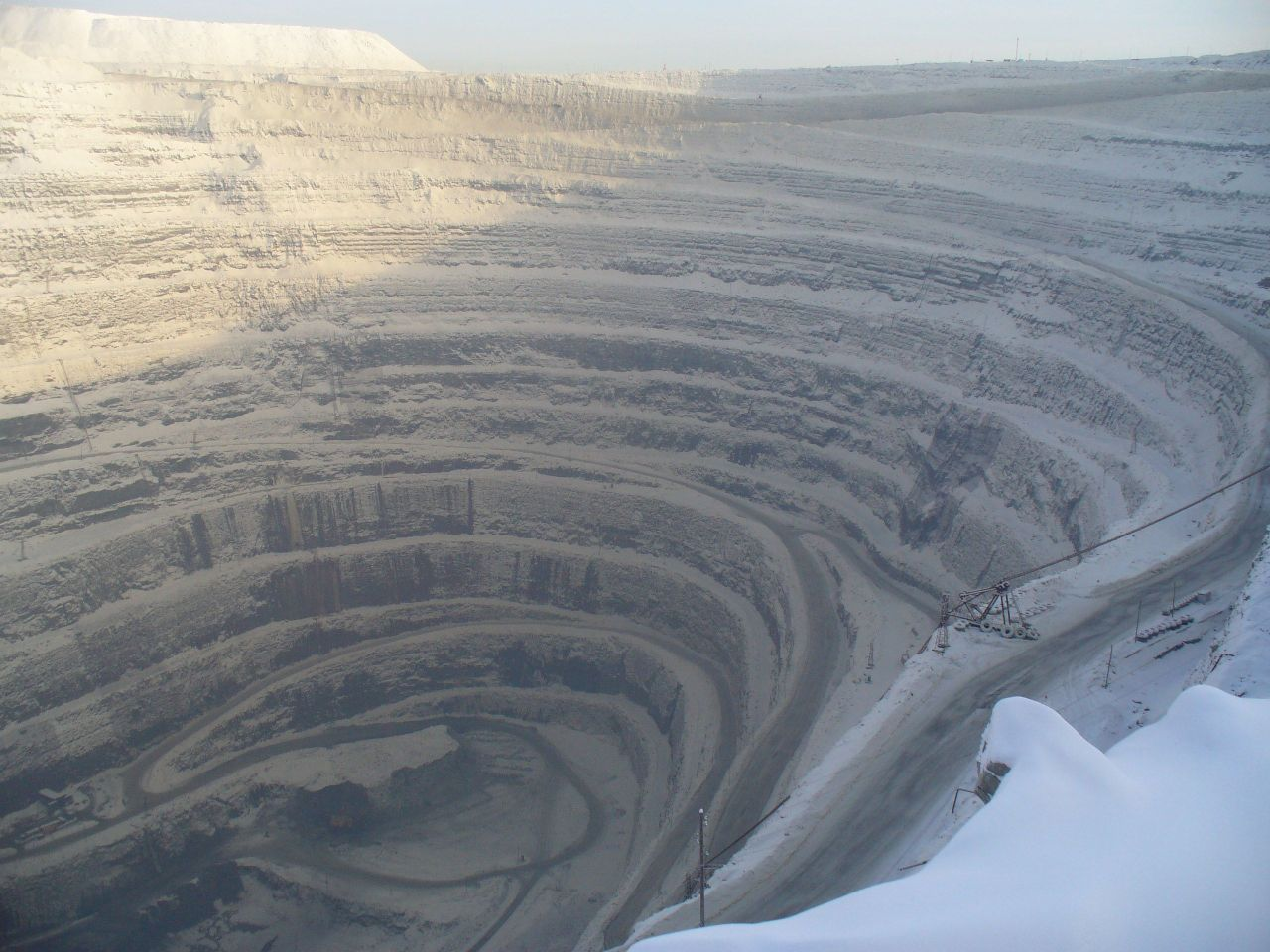
Los diatremas son la formación típica de los yacimientos primarios de diamantes. Su explotación deja agujeros significativos (aquí Udáchnaya, en Rusia)

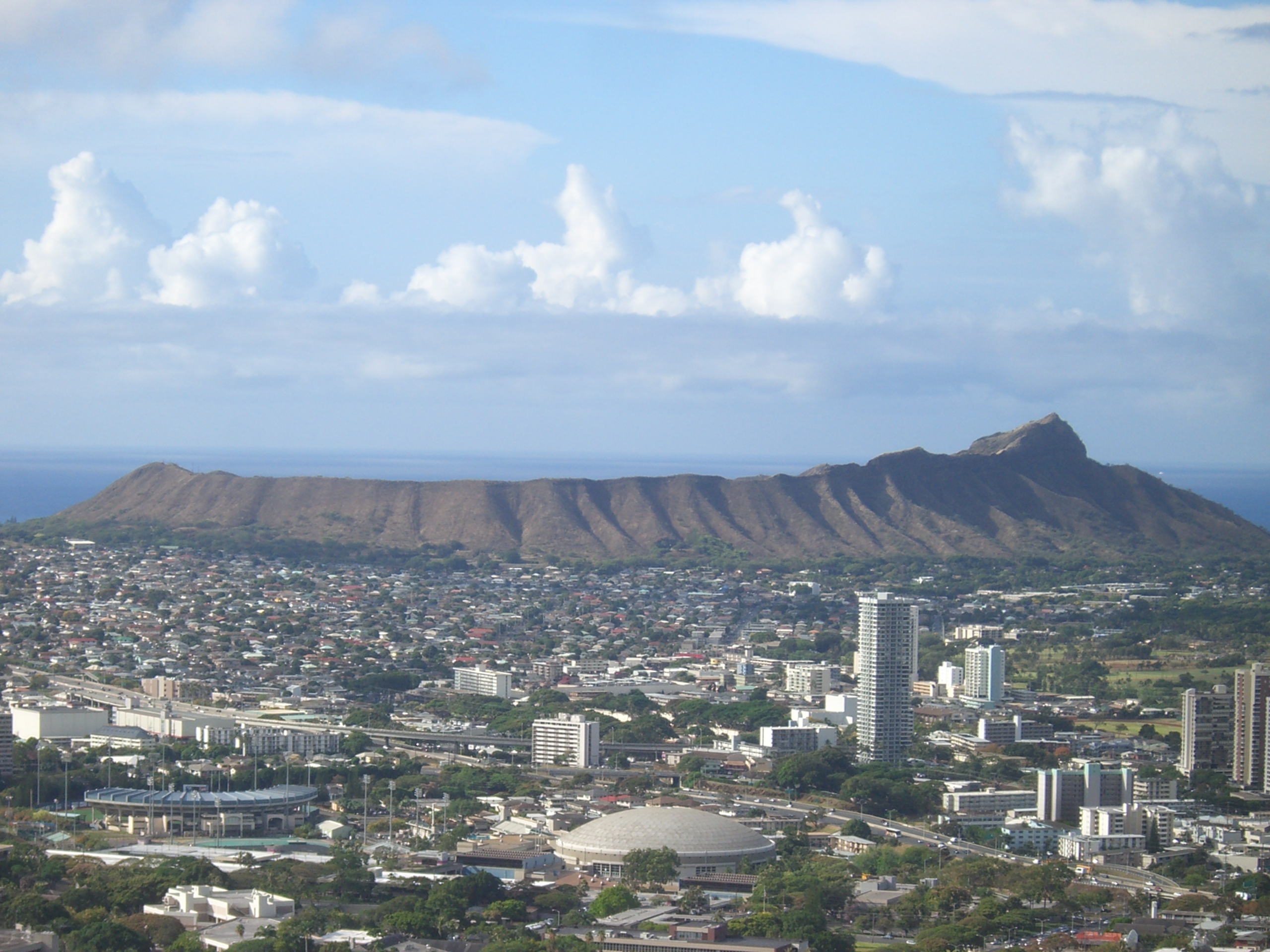
Diamond Head, un tuff cone que se formó hace 200000 años.

Los volcanes maar-diatrema no son infrecuentes, ya que son el segundo tipo de volcanes más común en continentes e islas.
Las intrusiones ígneas causan la formación de un diatrema solo en determinados entornos en los que existen aguas subterráneas. Esto significa que la mayoría de intrusiones ígneas no producen diatremas.

## Importancia económica
La formación de diatremas se asocia a veces con magmas en chimeneas de kimberlita, que se originan en el manto superior. Cuando se forma un diatrema debido a una intrusión de kimberlita, existe la posibilidad de que haya diamantes —que se forman en el manto superior a profundidades de 150-200 kilómetros— que hayan sido llevados hacia arriba. Los magmas de kimberlita a veces pueden incluir trozos de diamante como xenolitos, haciéndolos económicamente significativos.
Los diatremas también pueden estar asociados con la deposición de depósitos minerales también económicamente importantes. Un significativo evento diatrema fue el que formó la gigante galena Sullivan (plomo-zinc-plata) en el yacimiento en la Columbia Británica, Canadá. Otros destacados diatremas en la Columbia Británica son la diatrema Blackfoot y la diatrema Cruz.